# Anopheles dualaensis
Anopheles dualaensis este o specie de țânțari din genul Anopheles, descrisă de Brunhes, Le Goff și Geoffroy în anul 1999.
Este endemică în Camerun. Conform Catalogue of Life specia Anopheles dualaensis nu are subspecii cunoscute.